# Groupe A de la Coupe du monde féminine de basket-ball 2022
Le groupe A de la Coupe du monde 2022 se dispute du 22 au 27 septembre 2022. Le groupe est composé des États-Unis, de la Belgique, de la Chine, de la Corée du Sud, du Porto Rico et de la Bosnie-Herzégovine.
Les quatre meilleures équipes se qualifient pour les quarts de finale.

## Équipes
| Équipe             | Qualification        | Qualification   | Apparition | Apparition | Apparition | Meilleure performance                                                  | Classement FIBA | Classement continental |
| Équipe             | Moyen                | Date            | Dernière   | Total      | D'affilée  | Meilleure performance                                                  | Classement FIBA | Classement continental |
| ------------------ | -------------------- | --------------- | ---------- | ---------- | ---------- | ---------------------------------------------------------------------- | --------------- | ---------------------- |
| États-Unis         | Champions olympiques | 8 août 2021     | 2018       | 18         | 16         | Champions (1953, 1957, 1979, 1986, 1990, 1998, 2002, 2010, 2014, 2018) | 1               | 1                      |
| Bosnie-Herzégovine | Qualifications       | 5 février 2022  | Début      | Début      | Début      | Début                                                                  | 26              | 17                     |
| Chine              | Qualifications       | 11 février 2022 | 2018       | 11         | 11         | Vice-champions (1994)                                                  | 7               | 2                      |
| Corée du Sud       | Qualifications       | 12 février 2022 | 2018       | 16         | 16         | Vice-champions (1967, 1979)                                            | 13              | 4                      |
| Belgique           | Qualifications       | 13 février 2022 | 2018       | 2          | 2          | 4e place (2018)                                                        | 5               | 2                      |
| Porto Rico         | Remplacement         | 18 mai 2022     | 2018       | 2          | 2          | 16e place (2018)                                                       | 17              | 4                      |

## Classement
| Rang | Équipe             | J | V | P | PP  | PC  | Diff | Pts |
| ---- | ------------------ | - | - | - | --- | --- | ---- | --- |
| 1    | États-Unis         | 5 | 5 | 0 | 536 | 305 | +231 | 10  |
| 2    | Chine              | 5 | 4 | 1 | 444 | 287 | +157 | 9   |
| 3    | Belgique           | 5 | 3 | 2 | 364 | 349 | +15  | 8   |
| 4    | Porto Rico         | 5 | 2 | 3 | 341 | 400 | -59  | 7   |
| 5    | Corée du Sud       | 5 | 1 | 4 | 346 | 494 | -148 | 6   |
| 6    | Bosnie-Herzégovine | 5 | 0 | 5 | 289 | 485 | -196 | 5   |

Source: FIBA
En cas d'égalité de points de plusieurs équipes à l'issue des matchs de poule, les critères suivants sont appliqués dans l'ordre indiqué pour établir leur classement:
1. Points de chaque équipe,
2. Face-à-face,
3. Différence de points,
4. Points pour.

## Matchs
Toutes les heures correspondent à l'Heure en Australie (UTC+10).

### Porto Rico - Bosnie-Herzégovine
| 22 septembre 2022 10h30 | Boxscore | Porto Rico                                            | 82-58                               | Bosnie-Herzégovine                    |  | State Sports Centre, Sydney Affluence : 767 Arbitres : Scott Beker Yasmina Alcaraz Daigo Urushima |
| 22 septembre 2022 10h30 | Boxscore | Score par quart-temps : 31-16, 22-20, 16-9, 13-13     |                                     |                                       |  | State Sports Centre, Sydney Affluence : 767 Arbitres : Scott Beker Yasmina Alcaraz Daigo Urushima |
| 22 septembre 2022 10h30 | Boxscore | Score par mi-temps : 53–36, 29–22                     |                                     |                                       |  | State Sports Centre, Sydney Affluence : 767 Arbitres : Scott Beker Yasmina Alcaraz Daigo Urushima |
| 22 septembre 2022 10h30 | Boxscore | Guirantes, 26 Guirantes, 9 Guirantes, 8 Guirantes, 36 | Points Rebonds Passes d. Évaluation | Jones, 15 Jones, 8 Jones, 4 Jones, 17 |  | State Sports Centre, Sydney Affluence : 767 Arbitres : Scott Beker Yasmina Alcaraz Daigo Urushima |

### États-Unis - Belgique
| 22 septembre 2022 11h30 | Boxscore | États-Unis                                         | 87-72                               | Belgique                                             |  | Sydney Super Dome, Sydney Affluence : 2277 Arbitres : Ariadna Chueca Andreia Silva Wojciech Liszka |
| 22 septembre 2022 11h30 | Boxscore | Score par quart-temps : 32-22, 16-17, 24-17, 15-16 |                                     |                                                      |  | Sydney Super Dome, Sydney Affluence : 2277 Arbitres : Ariadna Chueca Andreia Silva Wojciech Liszka |
| 22 septembre 2022 11h30 | Boxscore | Score par mi-temps : 48–39, 39–33                  |                                     |                                                      |  | Sydney Super Dome, Sydney Affluence : 2277 Arbitres : Ariadna Chueca Andreia Silva Wojciech Liszka |
| 22 septembre 2022 11h30 | Boxscore | Stewart, 22 Thomas, 7 Thomas, 9 Thomas, 27         | Points Rebonds Passes d. Évaluation | Vanloo, 13 Linskens, 10 Allemand, 4 Lisowa-Mbaka, 14 |  | Sydney Super Dome, Sydney Affluence : 2277 Arbitres : Ariadna Chueca Andreia Silva Wojciech Liszka |

### Chine - Corée du Sud
| 22 septembre 2022 17h30 | Boxscore | Chine                                             | 107-44                              | Corée du Sud                                  |  | Sydney Super Dome, Sydney Affluence : 6093 Arbitres : Christopher Reid Maripier Malo Martin Vulić |
| 22 septembre 2022 17h30 | Boxscore | Score par quart-temps : 27-11, 27-9, 26-12, 27-12 |                                     |                                               |  | Sydney Super Dome, Sydney Affluence : 6093 Arbitres : Christopher Reid Maripier Malo Martin Vulić |
| 22 septembre 2022 17h30 | Boxscore | Score par mi-temps : 54–20, 53–24                 |                                     |                                               |  | Sydney Super Dome, Sydney Affluence : 6093 Arbitres : Christopher Reid Maripier Malo Martin Vulić |
| 22 septembre 2022 17h30 | Boxscore | Li M., 14 Han X., 15 Yang L.W., 4 Han X., 22      | Points Rebonds Passes d. Évaluation | Park J.H., 14 Jin, 4 Kim S.A., 2 Park J.H., 6 |  | Sydney Super Dome, Sydney Affluence : 6093 Arbitres : Christopher Reid Maripier Malo Martin Vulić |

### États-Unis - Porto Rico
| 23 septembre 2022 10h30 | Boxscore | États-Unis                                        | 106-42                              | Porto Rico                                            |  | State Sports Centre, Sydney Affluence : 1372 Arbitres : Özlem Yalman Yu Jung Joyce Muchenu |
| 23 septembre 2022 10h30 | Boxscore | Score par quart-temps : 27-11, 27-10, 26-6, 26-15 |                                     |                                                       |  | State Sports Centre, Sydney Affluence : 1372 Arbitres : Özlem Yalman Yu Jung Joyce Muchenu |
| 23 septembre 2022 10h30 | Boxscore | Score par mi-temps : 54-21, 52-21                 |                                     |                                                       |  | State Sports Centre, Sydney Affluence : 1372 Arbitres : Özlem Yalman Yu Jung Joyce Muchenu |
| 23 septembre 2022 10h30 | Boxscore | Austin, 19 Austin, 10 Jones, 5 Jones, 26          | Points Rebonds Passes d. Évaluation | Hollingshed, 10 Guirantes, 6 Rosado, 3 San Antonio, 5 |  | State Sports Centre, Sydney Affluence : 1372 Arbitres : Özlem Yalman Yu Jung Joyce Muchenu |

### Belgique - Corée du Sud
| 23 septembre 2022 13h00 | Boxscore | Belgique                                                   | 84-61                               | Corée du Sud                                         |  | State Sports Centre, Sydney Affluence : 1498 Arbitres : Scott Beker Daigo Urushima Amir Taboubi |
| 23 septembre 2022 13h00 | Boxscore | Score par quart-temps : 26-12, 24-18, 19-20, 15-11         |                                     |                                                      |  | State Sports Centre, Sydney Affluence : 1498 Arbitres : Scott Beker Daigo Urushima Amir Taboubi |
| 23 septembre 2022 13h00 | Boxscore | Score par mi-temps : 50-30, 34-31                          |                                     |                                                      |  | State Sports Centre, Sydney Affluence : 1498 Arbitres : Scott Beker Daigo Urushima Amir Taboubi |
| 23 septembre 2022 13h00 | Boxscore | Ben Abdelkader, 17 Meesseman, 10 Allemand, 8 Meesseman, 24 | Points Rebonds Passes d. Évaluation | Kang L.S., 11 Park J.H., 4 Park J.H., 3 Shin J.H., 9 |  | State Sports Centre, Sydney Affluence : 1498 Arbitres : Scott Beker Daigo Urushima Amir Taboubi |

### Chine - Bosnie-Herzégovine
| 23 septembre 2022 14h30 | Boxscore | Chine                                             | 98-51                               | Bosnie-Herzégovine                   |  | Sydney Super Dome, Sydney Affluence : 986 Arbitres : Sara El-Sharnouby Maj Forsberg Julio Anaya |
| 23 septembre 2022 14h30 | Boxscore | Score par quart-temps : 26-21, 24-10, 32-15, 16-5 |                                     |                                      |  | Sydney Super Dome, Sydney Affluence : 986 Arbitres : Sara El-Sharnouby Maj Forsberg Julio Anaya |
| 23 septembre 2022 14h30 | Boxscore | Score par mi-temps : 50-31, 48-20                 |                                     |                                      |  | Sydney Super Dome, Sydney Affluence : 986 Arbitres : Sara El-Sharnouby Maj Forsberg Julio Anaya |
| 23 septembre 2022 14h30 | Boxscore | Han X., 18 Li Y.R., 9 Li Y.A., 7 Li Y.R., 21      | Points Rebonds Passes d. Évaluation | Jones, 17 Jones, 9 Elez, 5 Jones, 17 |  | Sydney Super Dome, Sydney Affluence : 986 Arbitres : Sara El-Sharnouby Maj Forsberg Julio Anaya |

### États-Unis - Chine
| 24 septembre 2022 14h30 | Boxscore | États-Unis                                         | 77-63                               | Chine                                          |  | Sydney Super Dome, Sydney Affluence : 9447 Arbitres : Scott Beker Martin Vulić Viola Györgyi |
| 24 septembre 2022 14h30 | Boxscore | Score par quart-temps : 18-13, 26-12, 12-22, 21-16 |                                     |                                                |  | Sydney Super Dome, Sydney Affluence : 9447 Arbitres : Scott Beker Martin Vulić Viola Györgyi |
| 24 septembre 2022 14h30 | Boxscore | Score par mi-temps : 44-25, 33-38                  |                                     |                                                |  | Sydney Super Dome, Sydney Affluence : 9447 Arbitres : Scott Beker Martin Vulić Viola Györgyi |
| 24 septembre 2022 14h30 | Boxscore | Wilson, 20 Stewart, 9 Thomas, 5 Wilson, 26         | Points Rebonds Passes d. Évaluation | Li M., 21 Han X., 6 Wang S.Y., 6 Wang S.Y., 22 |  | Sydney Super Dome, Sydney Affluence : 9447 Arbitres : Scott Beker Martin Vulić Viola Györgyi |

### Corée du Sud - Bosnie-Herzégovine
| 24 septembre 2022 18h00 | Boxscore | Corée du Sud                                          | 99-66                               | Bosnie-Herzégovine                    |  | Sydney Super Dome, Sydney Affluence : 1072 Arbitres : Ariadna Chueca Yu Jung Julio Anaya |
| 24 septembre 2022 18h00 | Boxscore | Score par quart-temps : 25-20, 20-17, 31-15, 23-14    |                                     |                                       |  | Sydney Super Dome, Sydney Affluence : 1072 Arbitres : Ariadna Chueca Yu Jung Julio Anaya |
| 24 septembre 2022 18h00 | Boxscore | Score par mi-temps : 45-37, 54-29                     |                                     |                                       |  | Sydney Super Dome, Sydney Affluence : 1072 Arbitres : Ariadna Chueca Yu Jung Julio Anaya |
| 24 septembre 2022 18h00 | Boxscore | Kang L.S., 37 Kang L.S., 8 Kim D.B., 37 Kang L.S., 44 | Points Rebonds Passes d. Évaluation | Jones, 21 Jones, 9 Tavić, 6 Jones, 20 |  | Sydney Super Dome, Sydney Affluence : 1072 Arbitres : Ariadna Chueca Yu Jung Julio Anaya |

### Belgique - Porto Rico
| 24 septembre 2022 20h30 | Boxscore | Belgique                                             | 68-65                               | Porto Rico                                             |  | Sydney Super Dome, Sydney Affluence : 1189 Arbitres : Christopher Reid Maripier Malo Gatis Saliņš |
| 24 septembre 2022 20h30 | Boxscore | Score par quart-temps : 12-11, 19-20, 18-17, 19-17   |                                     |                                                        |  | Sydney Super Dome, Sydney Affluence : 1189 Arbitres : Christopher Reid Maripier Malo Gatis Saliņš |
| 24 septembre 2022 20h30 | Boxscore | Score par mi-temps : 31-31, 37-34                    |                                     |                                                        |  | Sydney Super Dome, Sydney Affluence : 1189 Arbitres : Christopher Reid Maripier Malo Gatis Saliņš |
| 24 septembre 2022 20h30 | Boxscore | Linskens, 24 Linskens, 13 Meesseman, 11 Linskens, 31 | Points Rebonds Passes d. Évaluation | Guirantes, 27 Guirantes, 10 Guirantes, 4 Guirantes, 33 |  | Sydney Super Dome, Sydney Affluence : 1189 Arbitres : Christopher Reid Maripier Malo Gatis Saliņš |

### Belgique - Bosnie-Herzégovine
| 26 septembre 2022 11h30 | Boxscore | Belgique                                                       | 85-55                               | Bosnie-Herzégovine                       |  | Sydney Super Dome, Sydney Affluence : 929 Arbitres : Scott Beker Yasmina Alcaraz Viola Györgyi |
| 26 septembre 2022 11h30 | Boxscore | Score par quart-temps : 17-12, 20-10, 25-17, 23-16             |                                     |                                          |  | Sydney Super Dome, Sydney Affluence : 929 Arbitres : Scott Beker Yasmina Alcaraz Viola Györgyi |
| 26 septembre 2022 11h30 | Boxscore | Score par mi-temps : 37-22, 48-33                              |                                     |                                          |  | Sydney Super Dome, Sydney Affluence : 929 Arbitres : Scott Beker Yasmina Alcaraz Viola Györgyi |
| 26 septembre 2022 11h30 | Boxscore | Ben Abdelkader, 18 Meesseman, 8 Allemand, 8 Ben Abdelkader, 17 | Points Rebonds Passes d. Évaluation | Tavić, 13 Jones, 8 Tavić, 2 Knezević, 12 |  | Sydney Super Dome, Sydney Affluence : 929 Arbitres : Scott Beker Yasmina Alcaraz Viola Györgyi |

### États-Unis - Corée du Sud
| 26 septembre 2022 14h00 | Boxscore | États-Unis                                         | 145-69                              | Corée du Sud                                    |  | Sydney Super Dome, Sydney Affluence : 1522 Arbitres : Martin Vulić Sara El-Sharnouby Yana Nikogossyan |
| 26 septembre 2022 14h00 | Boxscore | Score par quart-temps : 32-21, 36-19, 38-12, 39-17 |                                     |                                                 |  | Sydney Super Dome, Sydney Affluence : 1522 Arbitres : Martin Vulić Sara El-Sharnouby Yana Nikogossyan |
| 26 septembre 2022 14h00 | Boxscore | Score par mi-temps : 68-40, 77-29                  |                                     |                                                 |  | Sydney Super Dome, Sydney Affluence : 1522 Arbitres : Martin Vulić Sara El-Sharnouby Yana Nikogossyan |
| 26 septembre 2022 14h00 | Boxscore | Jones, 24 Jones, 8 Plum, 9 Jones, 35               | Points Rebonds Passes d. Évaluation | Park H.J., 17 Jin, 5 Park H.J., 3 Park H.J., 20 |  | Sydney Super Dome, Sydney Affluence : 1522 Arbitres : Martin Vulić Sara El-Sharnouby Yana Nikogossyan |

### Chine - Porto Rico
| 26 septembre 2022 17h30 | Boxscore | Chine                                              | 95-60                               | Porto Rico                                            |  | Sydney Super Dome, Sydney Affluence : 3389 Arbitres : Maripier Malo Daigo Urushima Maj Forsberg |
| 26 septembre 2022 17h30 | Boxscore | Score par quart-temps : 25-15, 26-10, 21-17, 23-18 |                                     |                                                       |  | Sydney Super Dome, Sydney Affluence : 3389 Arbitres : Maripier Malo Daigo Urushima Maj Forsberg |
| 26 septembre 2022 17h30 | Boxscore | Score par mi-temps : 51-25, 44-35                  |                                     |                                                       |  | Sydney Super Dome, Sydney Affluence : 3389 Arbitres : Maripier Malo Daigo Urushima Maj Forsberg |
| 26 septembre 2022 17h30 | Boxscore | Li Y.R., 16 Li Y.R., 8 Li Y.A., 9 Huang S.J., 22   | Points Rebonds Passes d. Évaluation | San Antonio, 19 Vargas, 6 Quiñones, 3 San Antonio, 17 |  | Sydney Super Dome, Sydney Affluence : 3389 Arbitres : Maripier Malo Daigo Urushima Maj Forsberg |

### Corée du Sud - Porto Rico
| 27 septembre 2022 11h30 | Boxscore | Corée du Sud                                          | 73-92                               | Porto Rico                                                   |  | Sydney Super Dome, Sydney Affluence : 667 Arbitres : Andreia Silva Gatis Saliņš Viola Györgyi |
| 27 septembre 2022 11h30 | Boxscore | Score par quart-temps : 10-28, 20-23, 17-21, 26-20    |                                     |                                                              |  | Sydney Super Dome, Sydney Affluence : 667 Arbitres : Andreia Silva Gatis Saliņš Viola Györgyi |
| 27 septembre 2022 11h30 | Boxscore | Score par mi-temps : 30-51, 43-41                     |                                     |                                                              |  | Sydney Super Dome, Sydney Affluence : 667 Arbitres : Andreia Silva Gatis Saliņš Viola Györgyi |
| 27 septembre 2022 11h30 | Boxscore | Kang L.S., 22 Shin J.H., 5 Park H.J., 6 Park J.H., 20 | Points Rebonds Passes d. Évaluation | Hollingshed, 29 Hollingshed, 12 Guirantes, 5 Hollingshed, 39 |  | Sydney Super Dome, Sydney Affluence : 667 Arbitres : Andreia Silva Gatis Saliņš Viola Györgyi |

### Belgique - Chine
| 27 septembre 2022 13h30 | Boxscore | Belgique                                              | 55-81                               | Chine                                            |  | State Sports Centre, Sydney Affluence : 1314 Arbitres : Maripier Malo Wojciech Liszka Sara El-Sharnouby |
| 27 septembre 2022 13h30 | Boxscore | Score par quart-temps : 14-17, 14-18, 17-19, 10-27    |                                     |                                                  |  | State Sports Centre, Sydney Affluence : 1314 Arbitres : Maripier Malo Wojciech Liszka Sara El-Sharnouby |
| 27 septembre 2022 13h30 | Boxscore | Score par mi-temps : 28-35, 27-46                     |                                     |                                                  |  | State Sports Centre, Sydney Affluence : 1314 Arbitres : Maripier Malo Wojciech Liszka Sara El-Sharnouby |
| 27 septembre 2022 13h30 | Boxscore | Linskens, 14 Linskens, 7 Allemand, 4 Lisowa-Mbaka, 12 | Points Rebonds Passes d. Évaluation | Li M., 16 Li Y.R., 9 Wang S.Y., 6 Huang S.J., 23 |  | State Sports Centre, Sydney Affluence : 1314 Arbitres : Maripier Malo Wojciech Liszka Sara El-Sharnouby |

### États-Unis - Bosnie-Herzégovine
| 27 septembre 2022 14h00 | Boxscore | États-Unis                                         | 121-59                              | Bosnie-Herzégovine                   |  | Sydney Super Dome, Sydney Affluence : 1293 Arbitres : Scott Beker Daigo Urushima Amir Taboubi |
| 27 septembre 2022 14h00 | Boxscore | Score par quart-temps : 33-15, 30-16, 29-13, 29-15 |                                     |                                      |  | Sydney Super Dome, Sydney Affluence : 1293 Arbitres : Scott Beker Daigo Urushima Amir Taboubi |
| 27 septembre 2022 14h00 | Boxscore | Score par mi-temps : 63-31, 58-28                  |                                     |                                      |  | Sydney Super Dome, Sydney Affluence : 1293 Arbitres : Scott Beker Daigo Urushima Amir Taboubi |
| 27 septembre 2022 14h00 | Boxscore | Plum, 20 Stewart, 7 Plum, 7 Plum, 27               | Points Rebonds Passes d. Évaluation | Elez, 19 Jones, 10 Deura, 4 Elez, 20 |  | Sydney Super Dome, Sydney Affluence : 1293 Arbitres : Scott Beker Daigo Urushima Amir Taboubi |